# Nando (giocatore di calcio a 5)
Leandro Henrique Cypriano Catarino de Jesus, meglio noto come Nando (in russo Леандро Энрике Сиприано Катарино де Жесус?; Belo Horizonte, 31 ottobre 1987), è un giocatore di calcio a 5 brasiliano naturalizzato russo.

## Carriera
A distanza di cinque anni dall'avvio delle pratiche, Nando ha ricevuto la cittadinanza russa nel 2021; avendo giocato solamente incontri amichevoli con il Brasile, ha potuto disputare il campionato europeo 2022 con la nazionale russa. A livello di club, Nando ha giocato nel campionato brasiliano, con il Minas, e quindi in quello russo, vincendo più volte la Superliga e la Coppa nazionale con le maglie della Dinamo Mosca e del Gazprom Jugra.

## Palmarès

### Competizioni nazionali
- Campionato russo: 5
Dinamo Mosca: 2011-12, 2012-13, 2015-16, 2016-17
Gazprom Jugra: 2017-18
- Coppa della Russia: 5
Dinamo Mosca: 2012-13, 2013-14, 2014-15
Gazprom Jugra: 2017-18, 2018-19

### Competizioni internazionali
- Coppa Intercontinentale: 1
Dinamo Mosca: 2013